# District de Denisov
Le district de Denisov (en kazakh : Денисов ауданы) est un district de l'oblys de Kostanaï, situé au nord du Kazakhstan.

## Géographie
Le centre administratif du district est le village de Denisovka.

## Démographie
Le recensement de 2009 montre une population de 21 912 habitants, en régression par rapport à celle de 1999 (29 333 habitants).
En 2013, la population est estimée à  20646 habitants.